# Katholieke Kerk in Brunei

Brunei

De Katholieke Kerk in Brunei maakt deel uit van de wereldwijde Katholieke Kerk, onder het leiderschap van de paus en de Curie. 
Er wonen ongeveer 25.000 katholieken in Brunei. In 2005 werd de eerste bisschop er gewijd.
Apostolisch gedelegeerde voor Brunei is aartsbisschop Wojciech Załuski, die tevens nuntius is voor Maleisië en Oost-Timor.

## Bisdommen
- Immediatum:
  - Apostolisch vicariaat Brunei